# RPM Tuning
RPM Tuning (também conhecido como Top Gear RPM Tuning) é um jogo Video game de corrida lançado em 2004 desenvolvido pela Babylon Software e publicado pela Wanadoo Edition. Faz parte da série Top Gear.
O jogador assume a identidade de Vincent Riker, um criminoso que está tentado escapar da polícia. Todo o cenário do jogo se passa ao redor da cidade de Los Angeles.
Jogadores podem customizar o carro com 221.184 possibilidades para partes mecânicas e 1.382.976 diferentes possibilidades para o exterior do carro; o número de acidades ou colisões com o carro também interfere na perfórmance.
Existem no jogo 54 diferentes missões.